# Oryzopsis sphacelata
Oryzopsis sphacelata là một loài thực vật có hoa trong họ Hòa thảo. Loài này được (Boiss. & Buhse) Hack. mô tả khoa học đầu tiên năm 1903.